# Annette Bjelkevik
Annette Bjelkevik, född 12 maj 1978, är en norsk tidigare skridskoåkare som tävlade för Arendal Skøyteklubb.
Hon var medlem av det norska laget 
som slog olympiskt rekord på 6 varv 
vid olympiska vinterspelen 2006.

## Personliga rekord
40,00 - 1.17,74 - 1.58,57 - 4.07,58 - 7.30,73